# Coeuvatte
Die Coeuvatte, in Frankreich auch als Covatte bezeichnet, ist ein rund 16 km langer rechter Nebenfluss der Allaine im Einzugsgebiet der Rhône, im schweizerischen Kanton Jura und im französischen Département Territoire de Belfort (Region Bourgogne-Franche-Comté). Benannt ist der Fluss nach seinem Ursprungsort, der Gemeinde Coeuve in der Ajoie.
Nach dem Fluss sollte eine aus den Gemeinden Coeuve, Damphreux und Lugnez zu bildende Fusionsgemeinde La Coeuvatte benannt werden. Dieses Projekt ist jedoch gescheitert.

## Geographie
Das Quellgebiet der Coeuvatte befindet sich in der gewellten Landschaft des Tafeljuras in der Ajoie nordöstlich der Stadt Porrentruy auf dem Gemeindegebiet von Coeuve, auf ungefähr 430 m über dem Meeresspiegel. Auf den ersten rund 6 Kilometern fließt die Coeuvatte auf schweizerischem Boden nach Norden durch eine zunächst breite, später sich allmählich verengende Talmulde. Sie passiert dabei die Gemeinde Damphreux-Lugnez. Unterhalb von Lugnez erreicht sie die Grenze zu Frankreich. Mit einem maximal 500 m breiten Tal durchquert sie die Waldhöhen des Mont (im Osten) und des Forêt de Florimont (im Westen).
Bei Florimont tritt die Coeuvatte in die flache Landschaft der Burgundischen Pforte zwischen Vogesen und Jura hinaus. Sie wendet sich hier in westnordwestliche Richtung und nimmt von rechts ihren bedeutendsten Zufluss, die Vendline, auf. Durch eine weite Talmulde fließt sie entlang der nördlichsten Ausläufer des Tafeljuras und weist hier nur noch ein Gefälle von 0,5 % auf. Bei Joncherey, wenige Kilometer nördlich von Delle, mündet die Coeuvatte auf einer Höhe von 354 m als rechter Zufluss in die Allaine.

## Hydrologie
Die Coeuvatte besitzt ein pluviales Abflussregime mit stark schwankendem Wasserstand. Hochwasser treten hauptsächlich in den Wintermonaten und im Frühling bei starken Niederschlägen in Kombination mit Schneeschmelze auf. Sommerliche Trockenperioden sind für sehr niedrige Wasserstände verantwortlich. Die Wasserkraft der Coeuvatte wurde früher für den Betrieb von zahlreichen Mühlen genutzt. Bei Faverois speist der Fluss eine Reihe von Fischteichen.